# ASK Blansko
ASK Blansko byl český sportovní klub z Blanska, který byl založen roku 1929 jako AFK Blansko. Klubovými barvami byly modrá a bílá. Fotbalový odbor zanikl v roce 2004 sloučením s FO TJ ČKD Blansko do FK APOS Blansko.
Největším úspěchem klubu je účast ve 3. nejvyšší soutěži (prve v ročníku 1937/38, naposled 1960/61).

## Historické názvy
- 1929 – AFK Blansko (Atletický fotbalový klub Blansko)
- 1949 – JTO Sokol Metra Blansko (Jednotná tělovýchovná organisace Sokol Metra Blansko)
- 1951 – ZSJ Spartak Metra Blansko (Závodní sokolská jednota Spartak Metra Blansko)
- 1953 – DSO Spartak Metra Blansko (Dobrovolná sportovní organisace Spartak Metra Blansko)
- 1957 – TJ Spartak Metra Blansko (Tělovýchovná jednota Spartak Metra Blansko)
- 1992 – ASK Blansko (Asociace sportovních klubů Blansko)
- 2004 – zánik fotbalového odboru sloučením s TJ ČKD Blansko do FK APOS Blansko.

## Historie ASK Blansko
Neorganizovaný fotbal se v Blansku začal hrát od roku 1921. Roku 1928 se začalo připravovat sloučení místních družstev do jednoho a na začátku roku 1929 byl v restauraci „U Juříčků“ založen sportovní klub pod názvem Atletický fotbalový klub Blansko. Prvním předsedou byl zvolen K. Ondra. AFK sdružoval i lyžování, stolní tenis, box, zápas, atletiku, házenou žen a pěvecký sbor, v roce 1932 měl 400 členů. Fotbalisté hráli svá utkání na hřišti za novou školou (ulice Marxova a T G. Masaryka). Trenérem byl bývalý hráč Židenic Josef Mašek, který bydlel v Adamově. Po přihlášení do BZMŽF (Bradovy Západomoravské župy footballové) se sídlem v Brně, začínal AFK ve III. třídě. V roce 1937 klub postoupil do I. A třídy (3. nejvyšší a nejvyšší župní soutěž). Od sezony 1954 klub nastupoval v nejvyšší krajské soutěži, vrcholem byl postup do moravské divize v roce 1959 pod vedením bývalého hráče SK Židenice Františka Buchty. V divizním (Oblastní soutěž – sk. D) ročníku 1959/60 už mužstvo vedl brněnský trenér Oldřich Klimeš (F. Buchta odešel do Spartaku ČKD Blansko). Klub se pak krátce – v sezoně 1979/80 – objevil v nejvyšší krajské soutěži, nastal však značný výkonnostní útlum a během pěti let se propadl až do Okresního přeboru Blanenska. Následoval okamžitý návrat do I. B třídy a v sezoně 1990/91 postup do I. A třídy. Krajské soutěže I. A a I. B třídy se hrávaly až do sezony 2001/02, která znamenala sestup do OP Blanenska. Soutěžní ročník 2003/04 byl pro oddíl se slavnou historií posledním.

## Slavní odchovanci
V Metře Blansko vyrostli hráči, kteří běhali i po prvoligových trávnících. Nejúspěšnějším z nich byl brankář Jaromír Blažek, bývalý reprezentant a nejstarší hráč, který kdy nastoupil v československé nebo české I. lize (1925–2020, překonal ho Pavel Zavadil). V minulosti to byli František Trávníček, který hrál na vojně za Křídla vlasti Olomouc, Antonín Juran hrál za TJ Gottwaldov (Zlín) a Slovan Bratislava, František Šenekl a brankář Vojtěch Streit za tehdy druholigovou Zbrojovku Brno. Z aktivně hrajících odchovanců je nejvýše Luděk Pernica, který v 1. lize debutoval v dresu Zbrojovky Brno, od sezony 2014/15 působil v FK Jablonec a od sezony 2018/19 hraje za Viktorii Plzeň.

## Mládežnické úspěchy
V roce 1936 dokázali blanenští dorostenci ve vyřazovací župní soutěži přejít přes SK Židenice, SK Moravskou Slavii a SK Břeclav do finále, ve kterém porazili SK Žabovřesky 3:1. Trenérem tohoto mužstva byl J. Gruber. Podobný úspěch dosáhli dorostenci v roce 1943 pod vedením trenéra F. Hrazdíry. Ve vyřazovací soutěži přešli přes Husovice, Žabovřesky a Rosice do finále, kde zvítězili nad SK Kyjov. Toto finále se hrálo v Brně jako předzápas před ligovým utkáním SK Židenice – AC Sparta Praha.

## Zázemí klubu
Ze začátku se hrálo na malých školních hřištích za starou a novou školou, v zámeckém parku a na lukách na Starém Blansku.
Regulérní hřiště bylo otevřeno v květnu roku 1931 dvěma utkáními s AFK Pardubice (tehdejší účastník východočeské I. A třídy), s výsledky 2:1 a 6:4. Původně mělo škvárový povrch a dřevěné kabiny u ramene řeky Svitavy. V letech 1958–1962 byl postaven nový stadion s travnatou plochou a vedlejším tréninkovým hřištěm se škvárovým povrchem. Kabiny byly zděné se sprchami a sociálním zařízením. V roce 1937 vystoupila Svitava ze svého koryta a zaplavila staré hřiště, podobná situace se opakovala v roce 1997, kdy byly zaplaveny obě hrací plochy.

## Umístění v jednotlivých sezonách
Legenda: Z – zápasy, V – výhry, R – remízy, P – porážky, VG – vstřelené góly, OG – obdržené góly, +/− – rozdíl skóre, B – body, červené podbarvení – sestup, zelené podbarvení – postup, světle fialové podbarvení – přesun do jiné soutěže
| Protektorát Čechy a Morava (1939–1945) |                                                             |                                                             |                                                             |                                                             |                                                             |                                                             |                                                             |                                                             |                                                             |                                                             |                                                             |
| Sezóna                                 | Liga                                                        | Úroveň                                                      | Z                                                           | V                                                           | R                                                           | P                                                           | VG                                                          | OG                                                          | +/−                                                         | B                                                           | Pozice                                                      |
| 1939/40                                | I. A třída BZMŽF                                            | 3                                                           | 30                                                          | 16                                                          | 4                                                           | 10                                                          | 98                                                          | 67                                                          | +31                                                         | 36                                                          | 5.                                                          |
| …                                      |                                                             |                                                             |                                                             |                                                             |                                                             |                                                             |                                                             |                                                             |                                                             |                                                             |                                                             |
| 1941/42                                | I. A třída BZMŽF                                            | 3                                                           | 23                                                          | 11                                                          | 1                                                           | 11                                                          | 71                                                          | 60                                                          | +11                                                         | 23                                                          | 8.                                                          |
| …                                      |                                                             |                                                             |                                                             |                                                             |                                                             |                                                             |                                                             |                                                             |                                                             |                                                             |                                                             |
| 1943/44                                | I. A třída BZMŽF                                            | 3                                                           | 26                                                          | 13                                                          | 2                                                           | 11                                                          | 85                                                          | 78                                                          | +7                                                          | 28                                                          | 5.                                                          |
| 1944/45                                | Končila druhá světová válka, pravidelné soutěže se nehrály. | Končila druhá světová válka, pravidelné soutěže se nehrály. | Končila druhá světová válka, pravidelné soutěže se nehrály. | Končila druhá světová válka, pravidelné soutěže se nehrály. | Končila druhá světová válka, pravidelné soutěže se nehrály. | Končila druhá světová válka, pravidelné soutěže se nehrály. | Končila druhá světová válka, pravidelné soutěže se nehrály. | Končila druhá světová válka, pravidelné soutěže se nehrály. | Končila druhá světová válka, pravidelné soutěže se nehrály. | Končila druhá světová válka, pravidelné soutěže se nehrály. | Končila druhá světová válka, pravidelné soutěže se nehrály. |
| Československo (1945–1993)             |                                                             |                                                             |                                                             |                                                             |                                                             |                                                             |                                                             |                                                             |                                                             |                                                             |                                                             |
| Sezóna                                 | Liga                                                        | Úroveň                                                      | Z                                                           | V                                                           | R                                                           | P                                                           | VG                                                          | OG                                                          | +/−                                                         | B                                                           | Pozice                                                      |
| 1945/46                                | I. A třída BZMŽF                                            | 3                                                           | 30                                                          | 15                                                          | 2                                                           | 13                                                          | 91                                                          | 103                                                         | −12                                                         | 32                                                          | 5.                                                          |
| 1946/47                                | I. A třída BZMŽF – I. okrsek                                | 3                                                           | 22                                                          | 5                                                           | 0                                                           | 17                                                          | 44                                                          | 107                                                         | −63                                                         | 10                                                          | 11.                                                         |
| 1947/48                                | I. A třída BZMŽF – I. okrsek                                | 3                                                           | 18                                                          | 4                                                           | 3                                                           | 11                                                          | 37                                                          | 60                                                          | −23                                                         | 11                                                          | 10.                                                         |
| 1948                                   | I. B třída ZMŽF – I. okrsek                                 | 5                                                           | 11                                                          | 11                                                          | 0                                                           | 0                                                           | 63                                                          | 12                                                          | +51                                                         | 22                                                          | 1.                                                          |
| 1949                                   | Mistrovství Brněnského kraje                                | 3                                                           | 26                                                          | 6                                                           | 1                                                           | 19                                                          | 42                                                          | 103                                                         | −61                                                         | 13                                                          | 13.                                                         |
| …                                      |                                                             |                                                             |                                                             |                                                             |                                                             |                                                             |                                                             |                                                             |                                                             |                                                             |                                                             |
| 1953                                   | Krajská soutěž – sk. I                                      | 4                                                           | 18                                                          | 10                                                          | 2                                                           | 6                                                           | 61                                                          | 45                                                          | +16                                                         | 22                                                          | 4.                                                          |
| 1954                                   | Krajská soutěž – sk. I                                      | 4                                                           | 22                                                          | 16                                                          | 5                                                           | 1                                                           | 85                                                          | 27                                                          | +58                                                         | 37                                                          | 1.                                                          |
| 1955                                   | I. A třída Brněnského kraje                                 | 4                                                           | 22                                                          | 11                                                          | 5                                                           | 6                                                           | 68                                                          | 37                                                          | +31                                                         | 27                                                          | 4.                                                          |
| 1956                                   | I. A třída Brněnského kraje                                 | 4                                                           | 22                                                          | 9                                                           | 6                                                           | 7                                                           | 43                                                          | 41                                                          | +2                                                          | 24                                                          | 3.                                                          |
| 1957/58                                | I. A třída Brněnského kraje                                 | 4                                                           | 39                                                          | 15                                                          | 3                                                           | 21                                                          | 84                                                          | 115                                                         | −31                                                         | 33                                                          | 10.                                                         |
| 1958/59                                | I. A třída Brněnského kraje                                 | 4                                                           | 22                                                          | 11                                                          | 7                                                           | 4                                                           | 54                                                          | 50                                                          | +4                                                          | 29                                                          | 1.                                                          |
| 1959/60                                | Oblastní soutěž – sk. D                                     | 3                                                           | 28                                                          | 8                                                           | 3                                                           | 17                                                          | 54                                                          | 91                                                          | −37                                                         | 19                                                          | 13.                                                         |
| 1960/61                                | Jihomoravský krajský přebor                                 | 3                                                           | 26                                                          | 10                                                          | 3                                                           | 13                                                          | 36                                                          | 52                                                          | −16                                                         | 23                                                          | 10.                                                         |
| 1961/62                                | I. třída Jihomoravského kraje – sk. B                       | 4                                                           | 26                                                          | 17                                                          | 1                                                           | 8                                                           | 72                                                          | 33                                                          | +39                                                         | 35                                                          | 3.                                                          |
| 1962/63                                | I. třída Jihomoravského kraje – sk. C                       | 4                                                           | 26                                                          | 13                                                          | 6                                                           | 7                                                           | 57                                                          | 32                                                          | +25                                                         | 32                                                          | 3.                                                          |
| 1963/64                                | I. A třída Jihomoravského kraje – sk. A                     | 4                                                           | 26                                                          | 18                                                          | 4                                                           | 4                                                           | 74                                                          | 35                                                          | +39                                                         | 40                                                          | 2.                                                          |
| 1964/65                                | I. A třída Jihomoravského kraje – sk. A                     | 4                                                           | 26                                                          | 11                                                          | 0                                                           | 15                                                          | 58                                                          | 54                                                          | +4                                                          | 22                                                          | 12.                                                         |
| 1965/66                                | I. A třída Jihomoravské oblasti – sk. A                     | 5                                                           | 26                                                          | 12                                                          | 3                                                           | 11                                                          | 51                                                          | 49                                                          | +2                                                          | 27                                                          | 6.                                                          |
| 1966/67                                | I. A třída Jihomoravské oblasti – sk. A                     | 5                                                           | 26                                                          | 9                                                           | 3                                                           | 14                                                          | 56                                                          | 57                                                          | −1                                                          | 21                                                          | 11.                                                         |
| 1967/68                                | I. A třída Jihomoravské oblasti – sk. A                     | 5                                                           | 26                                                          | 7                                                           | 10                                                          | 9                                                           | 46                                                          | 49                                                          | −3                                                          | 24                                                          | 8.                                                          |
| 1968/69                                | I. A třída Jihomoravské oblasti – sk. A                     | 5                                                           | 26                                                          | 7                                                           | 8                                                           | 11                                                          | 48                                                          | 45                                                          | +3                                                          | 22                                                          | 10.                                                         |
| 1969/70                                | I. A třída Jihomoravské župy – sk. A                        | 6                                                           | 26                                                          | 14                                                          | 1                                                           | 11                                                          | 56                                                          | 46                                                          | +10                                                         | 29                                                          | 5.                                                          |
| 1970/71                                | I. A třída Jihomoravské župy – sk. A                        | 6                                                           | 26                                                          | 7                                                           | 8                                                           | 11                                                          | 43                                                          | 44                                                          | −1                                                          | 22                                                          | 10.                                                         |
| 1971/72                                | I. A třída Jihomoravské župy – sk. A                        | 6                                                           | 26                                                          | 8                                                           | 8                                                           | 10                                                          | 43                                                          | 47                                                          | −4                                                          | 24                                                          | 10.                                                         |
| 1972/73                                | I. A třída Jihomoravského kraje – sk. A                     | 6                                                           | 26                                                          | 5                                                           | 5                                                           | 16                                                          | 27                                                          | 54                                                          | −27                                                         | 15                                                          | 13.                                                         |
| 1973/74                                | I. B třída Jihomoravského kraje – sk. D                     | 7                                                           | 26                                                          | 14                                                          | 4                                                           | 8                                                           | 49                                                          | 21                                                          | +28                                                         | 32                                                          | 3.                                                          |
| 1974/75                                | I. B třída Jihomoravského kraje – sk. D                     | 7                                                           | 26                                                          | 15                                                          | 5                                                           | 6                                                           | 66                                                          | 24                                                          | +42                                                         | 35                                                          | 2.                                                          |
| 1975/76                                | I. B třída Jihomoravského kraje – sk. D                     | 7                                                           | 26                                                          | 20                                                          | 2                                                           | 4                                                           | 79                                                          | 29                                                          | +50                                                         | 42                                                          | 1.                                                          |
| 1976/77                                | I. A třída Jihomoravského kraje – sk. A                     | 6                                                           | 26                                                          | 14                                                          | 5                                                           | 7                                                           | 68                                                          | 35                                                          | +33                                                         | 33                                                          | 4.                                                          |
| 1977/78                                | I. A třída Jihomoravského kraje – sk. A                     | 5                                                           | 26                                                          | 12                                                          | 5                                                           | 9                                                           | 46                                                          | 34                                                          | +12                                                         | 29                                                          | 5.                                                          |
| 1978/79                                | I. A třída Jihomoravského kraje – sk. A                     | 5                                                           | 26                                                          | 14                                                          | 6                                                           | 6                                                           | 45                                                          | 25                                                          | +20                                                         | 34                                                          | 1.                                                          |
| 1979/80                                | Jihomoravský krajský přebor                                 | 4                                                           | 30                                                          | 12                                                          | 3                                                           | 15                                                          | 36                                                          | 58                                                          | −22                                                         | 27                                                          | 15.                                                         |
| 1980/81                                | I. A třída Jihomoravského kraje – sk. A                     | 5                                                           | 30                                                          | 12                                                          | 8                                                           | 10                                                          | 39                                                          | 34                                                          | +5                                                          | 32                                                          | 6.                                                          |
| 1981/82                                | I. A třída Jihomoravského kraje – sk. A                     | 6                                                           | 30                                                          | 13                                                          | 6                                                           | 11                                                          | 45                                                          | 38                                                          | +7                                                          | 32                                                          | 6.                                                          |
| 1982/83                                | I. A třída Jihomoravského kraje – sk. A                     | 6                                                           | 30                                                          | 13                                                          | 5                                                           | 12                                                          | 28                                                          | 32                                                          | −4                                                          | 31                                                          | 7.                                                          |
| …                                      |                                                             |                                                             |                                                             |                                                             |                                                             |                                                             |                                                             |                                                             |                                                             |                                                             |                                                             |
| 1991/92                                | I. A třída Jihomoravské župy – sk. A                        | 6                                                           | 26                                                          | 9                                                           | 10                                                          | 7                                                           | 38                                                          | 33                                                          | +5                                                          | 28                                                          | 5.                                                          |
| 1992/93                                | I. A třída Jihomoravské župy – sk. A                        | 6                                                           | 26                                                          | 6                                                           | 7                                                           | 13                                                          | 26                                                          | 43                                                          | −17                                                         | 19                                                          | 14.                                                         |
| Česko (1993–2004)                      |                                                             |                                                             |                                                             |                                                             |                                                             |                                                             |                                                             |                                                             |                                                             |                                                             |                                                             |
| Sezóna                                 | Liga                                                        | Úroveň                                                      | Z                                                           | V                                                           | R                                                           | P                                                           | VG                                                          | OG                                                          | +/−                                                         | B                                                           | Pozice                                                      |
| 1993/94                                | I. B třída Jihomoravské župy – sk. D                        | 7                                                           | 26                                                          | 11                                                          | 8                                                           | 7                                                           | 38                                                          | 19                                                          | +19                                                         | 30                                                          | 4.                                                          |
| 1994/95                                | I. B třída Jihomoravské župy – sk. D                        | 7                                                           | 26                                                          | 15                                                          | 5                                                           | 6                                                           | 47                                                          | 22                                                          | +25                                                         | 50                                                          | 3.                                                          |
| 1995/96                                | I. B třída Jihomoravské župy – sk. B                        | 7                                                           | 26                                                          | 11                                                          | 5                                                           | 10                                                          | 42                                                          | 33                                                          | +9                                                          | 38                                                          | 5.                                                          |
| 1996/97                                | I. B třída Jihomoravské župy – sk. B                        | 7                                                           | 26                                                          | 8                                                           | 10                                                          | 8                                                           | 43                                                          | 37                                                          | +6                                                          | 34                                                          | 8.                                                          |
| 1997/98                                | I. B třída Jihomoravské župy – sk. C                        | 7                                                           | 26                                                          | 10                                                          | 8                                                           | 8                                                           | 34                                                          | 38                                                          | −4                                                          | 38                                                          | 5.                                                          |
| 1998/99                                | I. B třída Jihomoravské župy – sk. C                        | 7                                                           | 26                                                          | 11                                                          | 5                                                           | 10                                                          | 40                                                          | 37                                                          | +3                                                          | 38                                                          | 4.                                                          |
| 1999/00                                | I. B třída Jihomoravské župy – sk. B                        | 7                                                           | 26                                                          | 16                                                          | 3                                                           | 7                                                           | 63                                                          | 34                                                          | +29                                                         | 51                                                          | 2.                                                          |
| 2000/01                                | I. B třída Jihomoravské župy – sk. B                        | 7                                                           | 26                                                          | …                                                           | …                                                           | …                                                           | …                                                           | …                                                           | …                                                           |                                                             |                                                             |
| 2001/02                                | I. B třída Jihomoravské župy – sk. B                        | 7                                                           | 26                                                          | 9                                                           | 4                                                           | 13                                                          | 41                                                          | 57                                                          | −16                                                         | 31                                                          | 12.                                                         |
| 2002/03                                | Okresní přebor Blanenska                                    | 8                                                           | 26                                                          | 10                                                          | 4                                                           | 12                                                          | 36                                                          | 35                                                          | +1                                                          | 34                                                          | 8.                                                          |
| 2003/04                                | Okresní přebor Blanenska                                    | 8                                                           | 26                                                          | 17                                                          | 5                                                           | 4                                                           | 80                                                          | 35                                                          | +45                                                         | 56                                                          | 1.                                                          |

Poznámky:
- 1941/42: Soutěž byla ukončena v neděli 2. srpna 1942.[4] Poslední zápas ročníku, po němž měla všechna mužstva shodný počet 23 odehraných utkání, se hrál v neděli 16. srpna 1942 v Hodoníně a domácí SK Moravia v něm prohrála s SK Bystrc 1:3 (poločas 1:0).[48]
- 1959/60: Oficiální stránky FK Blansko uvádí skóre 54:91,[1] v knize je 57:93.[2]

## ASK Blansko „B“
ASK Blansko „B“ byl rezervním týmem blanenského ASK.

### Umístění v jednotlivých sezonách
Legenda: Z – zápasy, V – výhry, R – remízy, P – porážky, VG – vstřelené góly, OG – obdržené góly, +/− – rozdíl skóre, B – body, červené podbarvení – sestup, zelené podbarvení – postup, fialové podbarvení – reorganizace, změna skupiny či soutěže

| Československo (1956–1993) |                                         |        |    |     |     |     |     |     |     |    |        |
| Sezóny                     | Liga                                    | Úroveň | Z  | V   | R   | P   | VG  | OG  | +/− | B  | Pozice |
| 1956                       | Okresní přebor Blanenska                | 6      | 22 | 19  | 1   | 2   | 96  | 34  | +62 | 39 | 1.     |
| 1957/58                    | Okresní přebor Blanenska                | 7      | 22 | ... | ... | ... | ... | ... | ... |    | 1.     |
| 1958/59                    | II. třída Brněnského kraje – sk. A      | 6      | 21 | 5   | 3   | 13  | 39  | 59  | −20 | 13 | 11.    |
| 1959/60                    | Okresní přebor Blanenska                | 7      | 22 | ... | ... | ... | 101 | 36  | +65 | 35 | 1.     |
| 1960/61                    | Okresní přebor Blanenska                | 5      | 20 | 15  | 2   | 3   | 55  | 31  | +24 | 32 | 2.     |
| 1961/62                    | Okresní přebor Blanenska                | 5      | 22 | 8   | 3   | 11  | 52  | 54  | −2  | 19 | 8.     |
| 1962/63                    | Okresní přebor Blanenska                | 5      | 22 | ... | ... | ... | ... | ... | ... |    |        |
| 1963/64                    | Okresní přebor Blanenska                | 6      | 22 | …   | …   | …   | 53  | 58  | −5  | 20 | 7.     |
| 1964/65                    | Okresní přebor Blanenska                | 6      | 22 | …   | …   | …   | 52  | 40  | +12 | 30 | 3.     |
| 1965/66                    | Okresní přebor Blanenska                | 7      | 22 | …   | …   | …   | 49  | 51  | −2  | 25 | 3.     |
| 1966/67                    | Okresní přebor Blanenska                | 7      | 26 | …   | …   | …   | 71  | 62  | +9  | 24 | 8.     |
| 1967/68                    | Okresní přebor Blanenska                | 7      | 26 | …   | …   | …   | 86  | 41  | +45 | 40 | 1.     |
| 1968/69                    | I. B třída Jihomoravské oblasti – sk. E | 6      | 26 | 4   | 6   | 16  | 35  | 66  | −21 | 14 | 13.    |
| 1969/70                    | I. B třída Jihomoravské oblasti – sk. D | 7      | 26 | 3   | 5   | 18  | 22  | 62  | −40 | 11 | 14.    |
| 1970/71                    | Okresní přebor Blanenska                | 8      | 22 | 8   | 1   | 13  | 47  | 66  | −19 | 17 | 10.    |
| 1971/72                    | Okresní přebor Blanenska                | 8      | 22 | 11  | 3   | 8   | 29  | 31  | −2  | 25 | 5.     |
| 1972/73                    | Okresní přebor Blanenska                | 8      | 22 | 7   | 2   | 13  | 27  | 55  | −28 | 16 | 12.    |
| …                          |                                         |        |    |     |     |     |     |     |     |    |        |
| 1975/76                    | Okresní přebor Blanenska                | 8      | 26 | 10  | 4   | 12  | 60  | 60  | 0   | 24 | 9.     |
| 1976/77                    | Okresní přebor Blanenska                | 8      | 26 | 10  | 5   | 11  | 49  | 60  | −11 | 25 | 8.     |
| …                          |                                         |        |    |     |     |     |     |     |     |    |        |
| 1982/83                    | Okresní soutěž Blanenska – sk. B        | 9      | 26 | 17  | 3   | 6   | 77  | 30  | +47 | 37 | 2.     |
| …                          |                                         |        |    |     |     |     |     |     |     |    |        |
| 1985/86                    | Okresní soutěž Blanenska                | 8      | 20 | …   | …   | …   | 76  | 10  | +66 | 36 | 1.     |
| 1986/87                    | Okresní přebor Blanenska                | 8      | 30 | 12  | 6   | 12  | 41  | 42  | −1  | 30 | 8.     |
| 1987/88                    | Okresní přebor Blanenska                | 8      | 26 | 11  | 4   | 11  | 42  | 34  | +8  | 26 | 8.     |
| 1988/89                    | Okresní přebor Blanenska                | 8      | 26 | …   | …   | …   | …   | …   | …   | …  |        |
| 1989/90                    | Okresní přebor Blanenska                | 8      | 26 | 11  | 8   | 7   | 43  | 37  | +6  | 30 | 4.     |
| 1990/91                    | Okresní přebor Blanenska                | 8      | 26 | 12  | 7   | 7   | 44  | 34  | +10 | 31 | 6.     |
| 1991/92                    | Okresní přebor Blanenska                | 8      | 26 | 14  | 3   | 9   | 46  | 34  | +12 | 31 | 3.     |
| 1992/93                    | Okresní přebor Blanenska                | 8      | 26 | 9   | 6   | 11  | 44  | 46  | −2  | 24 | 10.    |
| Česko (1993–2001)          |                                         |        |    |     |     |     |     |     |     |    |        |
| Sezóna                     | Liga                                    | Úroveň | Z  | V   | R   | P   | VG  | OG  | +/− | B  | Pozice |
| 1993/94                    | Okresní přebor Blanenska                | 8      | 26 | 8   | 5   | 13  | 41  | 57  | −16 | 21 | 10.    |
| 1994/95                    | Okresní přebor Blanenska                | 8      | 26 | 6   | 7   | 13  | 31  | 41  | −10 | 25 | 13.    |
| 1995/96                    | Okresní přebor Blanenska                | 8      | 24 | 4   | 7   | 13  | 27  | 62  | −35 | 19 | 12.    |
| …                          |                                         |        |    |     |     |     |     |     |     |    |        |
| 2000/01                    | Okresní soutěž Blanenska                | 9      | 26 | ... | ... | ... | 62  | 32  | +30 | 57 | 1.     |

Poznámky:
- 1958/59: Chybí výsledek zápasu s Veverskou Bítýškou.[50]
- 1960/61: Chybí výsledky dvou utkání.[51]